# Едил
Еди́л (лат. aedīlis, від aedes — «храм») — виборна посада Римської республіки. Базуючись у Римі, едили відповідали за обслуговування громадських будівель (aedēs) і регулювання публічних фестивалів. Вони також мали повноваження забезпечувати громадський порядок і обов'язки, щоб гарантувати, що столиця була добре забезпечена, а її цивільна інфраструктура належним чином підтримувалася, подібно до сучасного місцевого самоврядування.
Існувало дві пари едилів: перша була «плебейськими еділами» (лат. ediles plebis), і обіймання цієї посади обмежувалося плебеями; інші два були «курульними едилами» (лат. aediles curules), відкриті як для плебеїв, так і для патриціїв, які чергувалися по роках. Курульний едил був класифікований як magister curulis.
Посаду едила зазвичай обіймали молоді люди, які мали намір за Cursus honorum отримати вищу політичну посаду, традиційно після квеститури, але до преторства. Це не було обов'язковою частиною cursus honorum], і тому колишній квестор міг бути обраний на преторство, не займаючи посади едила. Однак посада була вигідною, оскільки вона демонструвала відданість початківця-політика державній службі, а також давала йому можливість проводити публічні фестивалі та ігри, що було чудовим способом підвищити впізнаваність і популярність його імені.

## Типи едилів

### Плебейські едили
Плебейські едили були створені в тому ж році, що й трибуни плебсу (494 р. до н. е.). Спочатку призначені як помічники трибунів, вони охороняли права плебеїв щодо їх штаб-квартири, храму Церери. Згодом вони взяли на себе відповідальність за утримання будівель міста загалом. Спочатку їхні обов'язки були просто міністерськими. Вони були помічниками трибунів у будь-яких справах, які трибуни могли їм доручити, хоча більшість справ, які їм доручалися, мали мінімальне значення.
Близько 446 р. до н. е. їм було надано повноваження зберігати укази сенату. Коли було ухвалено senatus consultum (сенатський декрет), його транскрибували в документ і зберігали в державній скарбниці, Ерарійомі. Їм було надано це повноваження тому, що консули, які мали цю владу раніше, свавільно приховували та змінювали документи.  Вони також зберігали акти Плебейської ради (Народних зборів), «плебісцити». Проведені плебісцити також транскрибувались у фізичний документ для зберігання. Хоча їхні повноваження з часом зростали, не завжди легко відрізнити різницю між їхніми повноваженнями та повноваженнями цензорів. Іноді, якщо цензор не міг виконати одне зі своїх завдань, замість нього його виконував едил.

### Курульні едили
Згідно з Тітом Лівієм (vi. 42), після проходження законів Ліцинія і Секстія у 367 році до н. е. до римських ігор було додано додатковий день; плебейські едили відмовилися нести додаткові витрати, після чого патриції запропонували їх взяти на себе за умови, що вони будуть допущені до едильства. Плебеї прийняли пропозицію, і, відповідно, було призначено двох курульних едилів — спочатку тільки з патриціїв, потім із патриціїв і плебеїв по черзі, нарешті, від обох — на трибунатних зборах під головуванням консула.  Курульні едили, як офіційні магістрати, мали певні почесті, яких не мали плебейські едили (які технічно не були магістратами).
Окрім права сидіти на курульному сидінні (sella curulis) і носити тогу praetexta, курульні едили також мали право видавати едикти (jus edicendi). Ці укази часто стосувалися таких питань, як регулювання публічних ринків або те, що можна назвати «економічним регулюванням». Лівій припускав, можливо неправильно, що як курульні, так і плебейські еділи були священними.  Хоча курульні едили завжди були вищими за статусом, ніж плебейські, їхні функції поступово наближалися й ставали практично ідентичними.
Протягом п'яти днів після початку своїх повноважень чотири едили (два плебейські та два курульні) повинні були визначити за жеребом або за домовленістю між собою, над якими частинами міста кожен повинен мати юрисдикцію.

### Відмінності між ними
Існувала різниця між двома групами едилів, коли справа доходила до публічних свят. Деякі свята були плебейськими за своєю суттю і, таким чином, перебували під наглядом плебейських едилів. Інші свята контролювали виключно курульні едили, і часто на цих святах едили розкішно витрачали час. Це часто робилося, щоб забезпечити підтримку виборців на майбутніх виборах. Оскільки едилам не відшкодовували державні витрати, більшість осіб, які шукали цю посаду, були заможними. Оскільки ця посада була сходинкою до вищої посади та сенату, вона допомогла гарантувати, що лише заможні люди (переважно землевласники) перемагатимуть на виборах на високу посаду. Ці надмірні витрати почалися незабаром після закінчення Другої Пунічної війни і збільшувалася, коли здобич поверталася після нових завоювань Риму на сході. Навіть занепад імператорів рідко перевершував занепад едилів під час Республіки, як це можна було побачити під час едильства Юлія Цезаря.

## Вибори на посаду
Плебейські едили та курульні едили обиралися трибунатними зборами. Оскільки плебейські едили обиралися плебеями, а не всіма жителями Риму (плебеями, а також патриціями), технічно вони не були магістратами. До прийняття Закону Віллія люди могли балотуватися на посаду едила, коли їм виповнилося двадцять сім років. Після ухвалення цього закону в 180 році до нашої ери був встановлений вищий вік, ймовірно, тридцять шість років. У I столітті до нашої ери едили обиралися в липні й вступали на посаду в перший день січня.

## Повноваження едилів
Цицерон (Legg. III. 3, 7) поділяє ці функції на три лінії:
1. Турбота про місто: ремонт і збереження храмів, каналізації та акведуків; прибирання та асфальтування вулиць; правила щодо дорожнього руху, небезпечних тварин і напівзруйнованих будівель; запобіжні заходи проти пожежі; нагляд за лазнями і шинками; забезпечення виконання законів про розкіш; покарання азартних і лихварів; піклування про суспільну мораль загалом, включаючи запобігання іноземним забобонам і реєстрацію меретриків. Вони також карали тих, хто мав занадто велику частку ager publicus або тримав занадто багато худоби на державних пасовищах.
2. Догляд за провізією: дослідження якості постачаних предметів, правильності мір і ваги; придбання зерна на утилізацію за низькою ціною в разі необхідності.
3. Догляд за іграми: нагляд і організація публічних ігор, а також ігор, які проводяться ними самими та приватними особами (наприклад, на похоронах) за власний кошт. Амбітні люди часто витрачали величезні суми таким чином, щоб завоювати прихильність народу з метою службового просування.[4]

## У часи імперії
У 44 р. до н. е. Гай Юлій Цезар додав двох плебейських едилів, які називалися cereales, чиїм особливим обов'язком була турбота про постачання зерна. За Октавіана Августа едили втратили значну частину свого значення, їхні судові функції та піклування про ігри було передано претору, тоді як їхні міські обов'язки були обмежені призначенням міського префекта. Август взяв на себе повноваження щодо різних релігійних обов'язків. Позбавивши їх повноважень над храмами, він фактично знищив посаду едила, забравши у них їхню початкову функцію. Після цього моменту мало хто бажав обіймати таку безправну посаду, і Август навіть був відомий тим, що змушував окремих людей обіймати цю посаду. Він досяг цього шляхом випадкового вибору колишніх трибунів і квесторів на посаду. Майбутні імператори продовжували послаблювати повноваження посади, передаючи її повноваження новоствореним посадам. Однак канцелярія зберегла деякі повноваження щодо розпусти та безладу, зокрема щодо лазень і публічних будинків, а також щодо реєстрації повій. У III столітті посада взагалі зникла.
За часів імперії римські колонії та міста часто мали посадових осіб із повноваженнями, подібними до повноважень республіканських едилів, хоча їхні повноваження були дуже різними. Зазвичай їх обирали щорічно.

## Сучасність
Сьогодні в Португалії мера округу все ще можна називати edil (наприклад, «O edil de Coimbra», що означає «мер Коїмбри»), спосіб посилання також використовується в Бразилії та Румунії для будь-яких мерів (наприклад, «Edil al Bucureștiului», що означає «мер Бухареста»). В Іспанії (і Латинській Америці) членів муніципальних рад називають concejales або ediles.